# Anbindung Fuldas an die Neubaustrecke Hannover–Würzburg
Die Anbindung Fuldas an die Neubaustrecke Hannover–Würzburg war in den 1970er Jahren Gegenstand einer langjährigen Diskussion. Ursprüngliche Pläne, die Strecke westlich bzw. östlich an Fulda vorbei zu trassieren und den Bahnhof Fulda über Verknüpfungen der Neubaustrecke mit Bestandsstrecken im Nebenschluss anzubinden, wurden im Laufe der Diskussion verworfen. Heute ist der Bahnhof Fulda direkt an die Schnellfahrstrecke angebunden.

## Geschichte
Noch während die Trasse der Strecke entwickelt wurde, kündigte die Deutsche Bundesbahn Mitte Dezember 1971 an, die Strecke zwischen Hannover und Würzburg westlich an Fulda vorbei zu trassieren. Im März 1972 teilte die Bundesbahn mit, dass der Bahnhof Fulda an die Strecke angeschlossen werden solle. Anfang der 1970er Jahre hatte die Bundesbahn darüber hinaus eine Ostumfahrung Fuldas entwickelt.
Bei einem Gespräch zwischen dem Hessischen Minister für Wirtschaft und Technik und den Landesplanungsbehörden am 9. September 1971 stellte die DB den vorgesehenen Streckenverlauf vor: Die aus Richtung Kassel kommende Trasse sollte durch das Waldgebiet östlich von Fulda geführt werden, das Fuldatal bei Gläserzell überqueren und anschließend über Maberzell zur Haimbacher Straße verlaufen; zwischen Haimbach und dem Kasernengelände war dabei ein Haltepunkt für den Reiseverkehr vorgesehen. Anschließend sollte die Strecke über die Haderwaldsiedlung, östlich am Flugplatz Sickels vorbei in das Fuldatal führen und dort die Straße Kohlhaus–Johannesberg kreuzen. Nördlich und südlich waren Abzweigstellen zur Anbindung des Bahnhofs Fulda vorgesehen. Diese sollten zunächst betrieblich und erst bei Bedarf später verkehrlich genutzt werden.
Die DB bat darum, bis zum 1. Dezember 1971 eine Stellungnahme zur Trassenführung abzugeben und die Presse noch nicht zu beteiligen. Bei einem Informationsgespräch am 4. November 1971 erklärte die DB, ein Halt von schnellen Reisezügen in Fulda sei nicht vorgesehen. Zunächst solle die Entwicklung der Stadt Fulda und die Regionalplanung des Landes abgewartet werden, die Anordnung von Bahnsteigen an der Ergänzungsstrecke sei jederzeit möglich; als bevorzugter Standort wurde von der DB dabei der Bereich der Haimbacher Straße genannt. Eine von der Stadt gewünschte Verlegung der Trasse nach Osten wurde von der DB mit Verweis auf topographische und eisenbahnverkehrstechnische Gründe abgelehnt; insbesondere würde dabei eine Möglichkeit fehlen, die Ergänzungsstrecke in Kerzell mit dem bestehenden Netz zu verknüpfen. Die DB sagte jedoch zu, die Möglichkeit eine Verschiebung der Trasse nach Westen zu untersuchen. Die Stadt Fulda favorisierte eine solche Westtrasse, da ein geplantes Baugebiet westlich von Neuenberg von der Osttrasse berührt worden wäre. Bei einer Besprechung von Stadt und DB im Februar 1972 wurde die Möglichkeit einer Westtrasse weiter erörtert. Diese sollte westlich von Haimbach und westlich von Sickels verlaufen. Im April 1972 empfahl die Bundesbahndirektion Kassel der mit der Streckenplanung beauftragten Zentralen Transportleitung, die Westvariante in das Raumordnungsverfahren einzubringen. Im Juni 1972 teilte die Bundesbahndirektion Kassel der Stadt Fulda mit, dass die Westvariante zur Ausführung kommen solle und die Ostvariante verworfen wurde.
Die Vortrassierung von 1972/1973 sah vor, die Strecke schnell befahrbar an Fulda vorbei zu trassieren. Die Strecke wäre demnach – weitgehend oberirdisch und in Bögen –, westlich an Haimbach und Sickels vorbeigeführt worden, wäre anschließend zwischen Johannesberg und Harmerz verlaufen, um anschließend Bronnzell südwestlich zu passieren. Fulda sollte über geschwungene, höhenfreie Anbindungen an die Bestandsstrecken südwestlich von Maberzell (Baukilometer 214) bzw. bei Löschenrod (Kilometer 223/224) angebunden werden. Der Abschnitt Maberzell–Fulda der Bahnstrecke Gießen–Fulda sollte dazu für eine Mindestgeschwindigkeit von 100 km/h zweigleisig ausgebaut und alle sieben Bahnübergänge beseitigt werden.
Als 1973 in den Bundesbahndirektionen Projektbeauftragte für die Neubaustrecke berufen wurden, waren in deren Planungsauftrag bereits Verknüpfungen mit der bestehenden Nord-Süd-Strecke in Kassel und Fulda vorgesehen; weitere Vorgaben machte der Auftrag nicht.
Mit Erlass des Hessischen Ministerpräsidenten vom 23. Januar 1974 wurde das Raumordnungsverfahren für die Neubaustrecke in Hessen eingeleitet. Am 7. Februar 1974 wurden der Stadt Fulda im Rahmen des Raumordnungsverfahrens erste Unterlagen übersandt. Damit wurde das Raumordnungsverfahren für den Abschnitt zwischen Körle und der Landesgrenze formal eingeleitet. Die vorgeschlagene Trasse sollte im Raum Fulda über Lütterz und den Schulzenberg westlich an Haimbach und Sickels vorbei nach Johannesberg/Harmerz verlaufen, von dort weiter über Ziegel nach Kerzell. Dabei wurde mit Schall-Mehrbelastungen von bis zu 5 dB(A) gerechnet, für die Durchfahrung von Salzhängen südwestlich von Fulda seien aufwendige Erläuterungen notwendig gewesen.
Das Raumordnungsverfahren für den Streckenabschnitt zwischen dem Raum Fulda und der hessisch-bayerischen Landesgrenze wurde mit Erlass des Hessischen Ministerpräsidenten vom 23. Januar 1974 eingeleitet. Am 7. Februar 1974 wurde die Stadt Fulda durch den Regierungspräsidenten Kassel zur Stellungnahme aufgefordert.
Die am Erörterungstermin (am 27. August 1974 in Fulda) gegen die Trasse vorgebrachten Einwände führten zu Entwicklung von Alternativtrassen und Zusatzuntersuchungen durch ein Ingenieurbüro. Aus Vorgesprächen zwischen Stadt und DB wurde 1975 die  Raumordnungstrasse (nun als Variante I bezeichnet) um eine einige hundert Meter westlich liegende, ebenfalls an Fulda vorbeiführende Trasse als so genannte Variante II ergänzt. Diese sollte von Lütterz über Haimberg und Mittelrode westlich an Niederrode sowie östlich an Istergiesel vorbei durch das Naturschutzgebiet Zeller Loch führen, von dort weiter nach Tiefengruben und Dorfborn. Bei Neuhof sollte die Trasse der Variante I erreicht werden. Diese Trasse galt unter anderem aufgrund der Durchfahrung eines Salzauslaugungsgebiets auf 15,4 km sowie der Erhöhung der Schallbelastungen um örtlich von bis zu 20 dB(A) als schwierig.
Im März 1975 legte ein von der DB beauftragtes Ingenieurbüro einen Variantenvergleich zwischen Lütterz und der hessisch-bayerischen Landesgrenze (km 210 bis 250) vor. Dabei wurden zwei Varianten, jeweils mit einem Streifen von rund 1500 m beidseitig entlang der Trasse untersucht. Als Variante I wurde dabei eine Trasse bezeichnet, die im Januar 1974 für das Raumordnungsverfahren eingereicht und im Zuge der Erörterung mit Trägern öffentlicher Belange stellenweise verändert wurde. Darüber hinaus wurde die später entwickelte und weiter westlich verlaufende Variante II untersucht. Für den engeren Bahnhofsbereich wurde eine Führung der Neubaustrecke sowohl in Gleich- als auch in Hochlage untersucht.
Beide Varianten führten westlich am Stadtgebiet von Fulda vorbei. Die Neubaustrecke sollte dabei an mehreren Stellen mit dem Bestandsnetz verknüpft und der Bahnhof von Fulda damit angebunden werden:
- Im Rahmen der Variante I war vorgesehen, die aus Kassel kommende Neubaustrecke nördlich von Fulda beim Kilometer 215 (östlich von Unterbimbach) zweigleisig höhenfrei mit der Bahnstrecke Fulda–Gießen zu verbinden. Die in südöstlicher Richtung verlaufende Verbindungskurve sollte südlich von Maberzell in Richtung Fulda einfädeln. Südlich von Fulda war nördlich von Kerzell (Kilometer 224/225) eine Verknüpfung mit der Bestandsstrecke Fulda–Frankfurt in einem kurzen parallelen Abschnitt beider Strecken geplant. Dabei war sowohl eine Verknüpfung der Neubaustrecke aus Richtung Kassel in Richtung Frankfurt als auch eine Verknüpfung der Strecke aus Richtung Fulda in Richtung Würzburg vorgesehen.[11]
- Im Rahmen der Variante II war vorgesehen, die aus Kassel kommende Neubaustrecke südöstlich von Dorfborn (zwischen km 227,0 und 227,5) mit der Bahnstrecke Fulda–Hanau in Richtung Frankfurt ebenso zu verknüpfen wie die aus Fulda kommende Strecke mit der Neubaustrecke Richtung Würzburg. Beide Anbindungen waren zweigleisig-höhenfrei geplant.[11]

Das Raumordnungsverfahren wurde zwischenzeitlich unterbrochen. Das Verfahren wurde schließlich mit Schreiben vom 21. November 1975 wieder aufgenommen, wobei das Stadtgebiet von Kassel nicht mit einbezogen wurde.
Die Stadt Fulda sah unter dem Strich keine wesentlichen Vor- und Nachteile der beiden Varianten, bevorzugte jedoch insgesamt die Variante I aufgrund der Möglichkeit, die Stadt anzubinden. Die DB schlug schließlich – nachdem sich die Rahmenbedingungen (Großlichtraumprofil, Entwurfsgeschwindigkeit) verändert hatten – die so genannte Variante III vor. Das Stadtplanungsamt hatte die Variante II mit Schreiben vom 12. August 1975 insbesondere aufgrund von Eingriffen in verschiedene Industriegelände abgelehnt.
Die Variante III knüpfte südlich der Variante I bei km 190 an. Über den geplanten Bahnhof Langenschwarz, die heutige Rombachtalbrücke sowie den heutigen Dietershantunnel erreichte diese Trasse bei km 215 eine Parallellage mit der Bestandsstrecke aus Bebra, der sie bis km 223 folgen sollte. Neben dem viergleisigen Ausbau war auch ein Ausbau des Bahnhofs Fulda und eine Verknüpfung der Strecken vorgesehen. Nach der Querung des Fliedetals, dem Tunnel unter dem Kerzeller Laß und weiteren Bauwerken wurde im Hartbergtunnel die Trasse der Variante I erreicht. Die ursprünglich vorgesehene Trasse wurde im Süden bei Kalbach erreicht. Nachdem die Variante III vorgelegt worden war, wurde das Raumordnungsverfahren wieder aufgenommen.
Am 29. April 1976 legte die Bundesbahn dem Stadtbaurat Fulda eine Lärmuntersuchung der Variante III im Stadtbereich vor. Der Magistrat der Stadt Fulda stimmte der Variante III zu. Am 24. Mai 1976 fand eine Informationsveranstaltung für Mitglieder des Verkehrsausschusses, der Stadtverordnetenversammlung sowie den Ortsbeiräten der 24 Ortsteile statt. Von 24 Ortsbeiträgen sprachen sich anschließend 19 für die Variante III aus; Bronnzell, Edelzell und Kohlhaus stimmten dagegen, Dietershan und Kämmerzell gaben keine Stellungnahme ab.
Am 10. Juni 1976 erklärten der Bau- und der Verkehrsausschuss, die Meinungsbildung in den Fraktion müsse abgewartet werden. die Stadtverordnetenversammlung beschloss daraufhin am 14. Juni 1976 eine Vertagung der Beratung.
Beim Erörterungstermin am 15. Juni 1976 stieß die Variante III auf überwiegende Zustimmung der betroffenen Gemeinden und Träger öffentlicher Belange; teils wurde eine Verschiebung um 150 bis 200 Meter nach Osten gefordert. Die Varianten I und II wurden von mehreren Kommunen strikt abgelehnt. Die Stadt Fulda hatte zu dieser Zeit noch keinen Beschluss gefasst und forderte schriftliche eine Reihe von Zusagen, darunter Garantien hinsichtlich der Erhaltung des bestehenden Bahnbetriebs und der Bedienung durch Intercity-Züge. Die DB hatte bereits zuvor zugesagt, IC-Züge in Fulda halten zu lassen, habe jedoch zum Erörterungstermin noch nicht sagen können, wie viele Züge exakt halten würden.
Die Bundesbahn legte mit Schreiben vom 6. Juli 1976 eine Reihe von Erklärungen und verbindlichen Zusagen vor. Die DB betonte dabei nochmals, Fulda bleibe an das Fernverkehrsnetz angeschlossen; maßgeblich für die Entscheidung über Zughalte sei weiterhin das jeweilige Verkehrsaufkommen. Züge der IC-Linie 3 sollten dabei weiterhin in Fulda halten, Züge der IC-Linie 4 einzelne Halte in Fulda erhalten. Von den über Fulda verkehrenden Schnellzügen sollten weiterhin rund drei Viertel in Fulda halten.
Am 9. September 1976 reisten Vertreter der Stadt zum Bahnhof Rheda, um an der Bahnstrecke Bielefeld–Hannover auf Einladung der Bundesbahn eine Messstrecke für die Schallimmissionen und Schallschutzeinrichtungen für Schnellfahrstrecken zu besichtigen.
Am 4. Oktober 1976 legten Anwohner aus Fulda-Bronnzell eine Unterschriftenliste mit 737 Unterschriften gegen die Variante III vor.
Eine zusätzlich entwickelte Variante IV sah vor, die Trasse im Osten der Stadt entlang der Bundesautobahn zu führen und die ursprünglich geplante Trasse bei Kerzell zu erreichen. Diese Variante wurde von der Bundesbahn mit Schreiben vom 8. Oktober 1976 abgelehnt. Neben einem hohen baulichen Aufwand hätten unter anderem Züge von und nach Richtung Würzburg nicht in Fulda halten können.
| Variantenvergleich (Planungsstand: Juni 1977) | Variantenvergleich (Planungsstand: Juni 1977) | Variantenvergleich (Planungsstand: Juni 1977) | Variantenvergleich (Planungsstand: Juni 1977) | Variantenvergleich (Planungsstand: Juni 1977) | Variantenvergleich (Planungsstand: Juni 1977) | Variantenvergleich (Planungsstand: Juni 1977) | Variantenvergleich (Planungsstand: Juni 1977) | Variantenvergleich (Planungsstand: Juni 1977) |
| Variante                                      | I                                             | I                                             | II                                            | II                                            | III                                           | III                                           | IV                                            | IV                                            |
| --------------------------------------------- | --------------------------------------------- | --------------------------------------------- | --------------------------------------------- | --------------------------------------------- | --------------------------------------------- | --------------------------------------------- | --------------------------------------------- | --------------------------------------------- |
| Anteil                                        | km                                            | %                                             | km                                            | %                                             | km                                            | %                                             | km                                            | %                                             |
| Tunnel                                        | 6,2                                           | 35                                            | 8,4                                           | 49                                            | 7,7                                           | 43                                            | 8,1                                           | 40                                            |
| Brücke                                        | 3,3                                           | 18                                            | 1,4                                           | 8                                             | 0,2                                           | 1                                             | 2,7                                           | 13                                            |
| Einschnitt                                    | 5,0                                           | 28                                            | 2,4                                           | 14                                            | 4,0                                           | 23                                            | 5,5                                           | 27                                            |
| ebenerdig                                     | –                                             | –                                             | –                                             | –                                             | 1,7                                           | 10                                            | –                                             | –                                             |
| Summe                                         | 17,9                                          | 100                                           | 17,1                                          | 100                                           | 17,7                                          | 100                                           | 20,4                                          | 100                                           |

Am 3. Oktober 1977 nahm der Magistrat der Stadt Fulda eine „vergleichende Studie über Trassenvorschläge der Deutschen Bundesbahn/Neubaustrecke im Streckenabschnitt Fulda“ zur Kenntnis. Die Studie war auf Grundlage des von der Deutschen Bundesbahn vorgelegten Materials angefertigt worden. Unklar blieb zunächst, wann der Magistrat einen Beschluss zur Trassenführung der Neubaustrecke fassen würde. Die Studie war zunächst als Broschüre in einer Vorauflage von 100 Stück aufgelegt worden und war bereits am Tag der Veröffentlichung restlos vergriffen, sodass bei der Stadtverwaltung eine Warteliste angelegt wurde. Anfang November 1977 wurde die Hauptauflage von 10.000 Exemplaren an verschiedenen öffentlichen Stellen bereitgestellt. Die Fuldaer SPD-Fraktion sprach sich für die Variante III aus, da andere Planungsvarianten keine Chancen für einen Halt von Zügen in Fulda böten.
Eine Bürgerinitiative von Anwohnern an den bestehenden Gleisanlagen kritisierte den Variantenvergleich. Die Variante III habe zwar die längenmäßig kürzesten Belastungsbereiche aufgewiesen, jedoch sei aufgrund der dichten Bebauung (insbesondere in Bronnzell) die größte Zahl von Bürgern betroffen. Eine von der Initiative vorgelegte modifizierte Variante II sei nicht berücksichtigt worden. Kurz darauf sprachen sich auch 14 Ortsvorsteher und eine Bürgerinitiative aus westlichen Stadtteilen gegen den vorliegenden Trassenvergleich aus; dieser habe einige wesentliche Mängel der Variante III nicht berücksichtigt. Die Gewerkschaft der Eisenbahner Deutschlands kritisierte die Proteste gegen die Strecke; sie führten zu tausenden zusätzlicher Arbeitsloser in der Bauindustrie und stehe einer zukunftsfähigen Verkehrsinfrastruktur im Wege.
Der Bürgermeister von Fulda kritisierte im Juni 1977, die von der Bürgerinitiative vorgelegte alternative Westtrasse berücksichtige weder vorhandene Wasserschutzzonen noch die geologischen Verhältnisse im Raum Neuhof.
Mitte Januar 1978 nahm der Magistrat den Variantenvergleich zur Kenntnis und empfahl der Stadtverordnetenversammlung, die Variante III zu beschließen. Zu den Maßgaben zählten dabei ein verbesserter Immissionsschutz, eine hochwertige Anbindung Fuldas an den Personen- und Güterverkehr sowie die volle Aufrechterhaltung der Funktionsfähigkeit des Bundesbahn-Ausbesserungswerks und der Strecke Fulda–Gersfeld.
Am 26. April 1978 stimmte der Verkehrsausschuss des Kreistages für die Variante III. Zuvor hatte die Städte Fulda und Hünfeld sowie die Gemeinde Neuhof der Variante III zugestimmt. Die Gemeinde Kalbach hatte die Trasse dagegen abgelehnt; sie fürchtete eine hohe Lärmbelastung und Beeinträchtigungen der Trinkwasserversorgung. Eine Entscheidung Eichenzells stand noch aus.
Mit dem Abschluss des Raumordnungsverfahrens im Bereich Fulda, im Juli 1978, wurde die Streckenführung durch Fulda entlang der Bestandsstrecken (ursprüngliche Variante III) festgelegt.

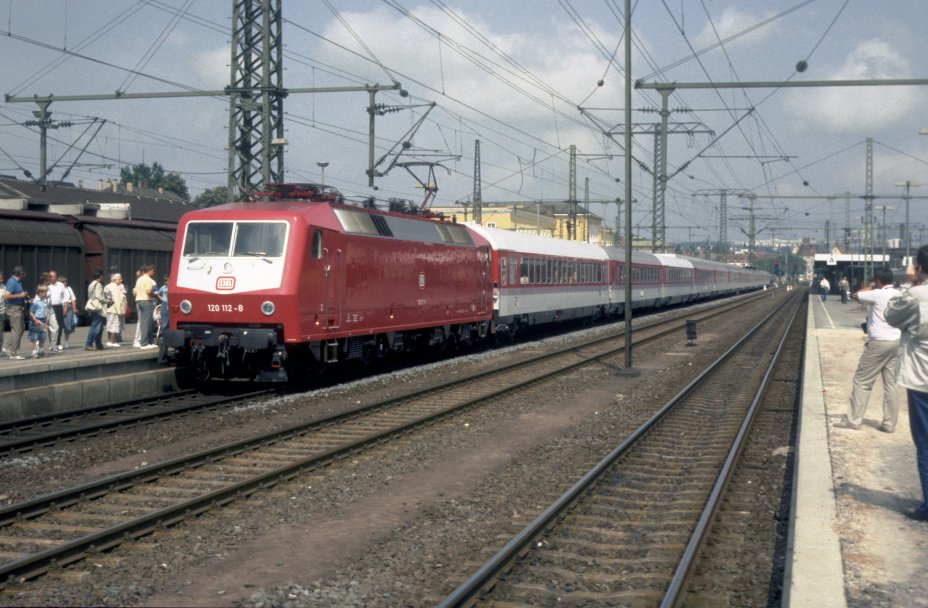
Einer der Sonderzüge zur Eröffnung des Neubaustreckenabschnitts Fulda–Würzburg im Bahnhof Fulda (Ende Mai 1988)

Die Bauarbeiten im Raum Fulda liefen in den 1980er Jahren. Der Streckenabschnitt wurde Ende Mai 1988 in Betrieb genommen. Bis zur Aufnahme des ICE-Verkehrs im Juni 1991 erfolgten weitere Bauarbeiten.
Die Erstellungskosten der Neubaustrecke im Knoten Fulda wurden mit 40 Millionen DM je Kilometer beziffert. Auf der freien Strecke zwischen Kassel und Fulda fielen 32 Millionen DM je Kilometer an.